# Sandra Chukwu
Sandra Chukwu (ur. 13 marca 1987) – polska lekkoatletka, specjalizująca się w skoku w dal i trójskoku, medalistka mistrzostw Polski, reprezentantka Polski.

## Kariera sportowa
Była zawodniczką Pomorza Stargard i MKL Szczecin.
Na mistrzostwach Polski seniorek na otwartym stadionie zdobyła jeden medal: srebrny w skoku w dal w 2004.
Reprezentowała Polskę na mistrzostwach Europy juniorów w 2005, zajmując 5. miejsce w skoku w dal, z wynikiem 6,20), mistrzostwach świata juniorów w 2006 (odpadła w eliminacjach trójskoku, z wynikiem 12,76).
Rekord życiowy w skoku w dal: 6,37 (5.07.2005), w trójskoku 13,50 (28.06.2008).
W 2005 zwyciężyła w Plebiscycie Miasta Stargardu, stargardzkiego Ośrodka Sportu i Rekreacji oraz "Głosu Szczecińskiego" na Sportowcem Stargardu 2004 roku.
Jest córką Polki i Nigeryjczyka. Jej stryjem jest Christian Chukwu.